# Bompietro
Bompietro est une commune italienne de la province de Palerme dans la région Sicile en Italie.

## Personnalités
- Ignazio Filì Astolfone (1836-1924), parlementaire italien né à Bompietro

## Administration
| Période                                  | Période | Identité | Étiquette | Qualité |
| ---------------------------------------- | ------- | -------- | --------- | ------- |
|                                          |         |          |           |         |
| Les données manquantes sont à compléter. |         |          |           |         |

### Hameaux
Locati

### Communes limitrophes
Alimena, Blufi, Calascibetta, Gangi, Petralia Soprana, Resuttano, Villarosa